# Kulagatte, Honnali
Kulagatte là một làng thuộc tehsil Honnali, huyện Davanagere, bang Karnataka, Ấn Độ.